# Relic
Relic es una película de terror australiana dirigida por Natalie Erika James y protagonizada por Emily Mortimer, Robyn Nevin y Bella Heathcote. Fue estrenada en el Festival de Cine de Sundance el 25 de enero de 2020 y desde entonces ha cosechado críticas positivas, con una aprobación actual del 92% en Rotten Tomatoes.

## Sinopsis
Edna vive sola en una casa cerca del bosque. Su hija Kay y su nieta Sam viajan desde Melbourne luego de pasar varios días sin recibir noticias de ella, y encuentran la casa vacía. Luego de pasar una noche allí, Edna aparece de nuevo, pero se niega a revelar su paradero mientras estuvo extraviada. Sin embargo, ambas empiezan a notar que Edna ya no es la misma, y descubren que tiene una extraña mancha en su cuerpo que poco a poco se hace más grande.

## Reparto
- Emily Mortimer es Kay
- Robyn Nevin es Edna
- Bella Heathcote es Sam
- Chris Bunton es Jamie
- Jeremy Stanford es Alex
- Steve Rodgers es Mike Adler